# Zalaszentgyörgy
Zalaszentgyörgy là một thị trấn thuộc hạt Zala, Hungary. Thị trấn này có diện tích 9,83 km², dân số năm 2010 là 434 người, mật độ 44 người/km².